# Carlos Adrián Valdez
Carlos Adrián Valdez Suárez (ur. 2 maja 1983 w Montevideo) – urugwajski piłkarz występujący na pozycji obrońcy w urugwajskim klubie Boston River.

## Kariera piłkarska

### Klubowa
Carlos Adrián Valdez jest wychowankiem Nacionalu Montevideo. W ciągu pięciu sezonów rozegrał tu 45 meczów w lidze. Przed sezonem 2005/2006 został wypożyczony do Treviso FC. Tu grał 53 razy i strzelił 2 gole. W Serie A debiutował 23 października 2005 roku z Empoli FC. W 2007 przeszedł do Regginy Calcio.

### Reprezentacyjna
Váldez w 2006 roku zadebiutował w reprezentacji Urugwaju. W 2007 roku został powołany na Copa América 2007.